# Manor Racing
Manor Racing war ein 2009 gegründetes, im Vereinigten Königreich ansässiges Rennsportteam, das seit Beginn der Saison 2010 an der Formel-1-Weltmeisterschaft teilnahm. Der Rennstall, der in der Gründungsphase noch unter der Bezeichnung Manor Grand Prix firmierte, nutzte in den Jahren seiner Teilnahme unterschiedliche Namen. Anfänglich erschien er mit Blick auf den Hauptsponsor Virgin unter der Bezeichnung Virgin Racing. 2011 beteiligte sich der russische Automobilhersteller Marussia an dem Team, das daraufhin mit russischer Lizenz und ab 2012 als Marussia F1 Team antrat. 
Nachdem der Rennstall Ende 2014 zahlungsunfähig geworden war und sich in einem Insolvenzverfahren befunden hatte, gelang ihm im Frühjahr 2015 nach einer Restrukturierung der sportliche Neuanfang. Ab der Saison 2015 führte der Rennstall wieder die Bezeichnung Manor im Meldenamen, der mit Beginn der Saison 2016 die alleinige Teambezeichnung war. Das Team wurde im Januar 2017 liquidiert.

## Geschichte

### Gründung und Vorbereitungen
Manor war eines der drei neuen Teams, die in der Formel-1-Saison 2010 debütierten. Zu ihnen gehören außerdem HRT und Lotus Racing, das ab 2012 unter dem Namen Caterham F1 antrat.
Das Team wurde 2009 als ein Joint Venture des von John A. Booth geleiteten Formel-3-Euroserie-Teams Manor Motorsport und der britischen Technologiefirma Wirth Research gegründet. Auslöser für die Gründung war eine Initiative der FIA aus dem Jahr 2009, die eine Senkung der Kosten in der Formel 1 zum Ziel hatte und eine Budget-Obergrenze festsetzte. Sie machte die Formel 1 nach vielen Jahren wieder für neue Teams attraktiv. Als die FIA daraufhin Plätze für drei weitere Teams ausschrieb, bewarben sich Booth und Nick Wirth um eine Teilnahme an der Formel-1-Saison 2010. Am 12. Juni 2009 bestätigte die FIA, dass für die Saison 2010 zwei Startplätze an Manor vergeben wurden.
Im Sommer 2009 begannen die Vorbereitungen des Teams für die neue Saison. John Booth fungierte als Teamchef, während Wirth, der in den 1990er Jahren Rennwagen für die Teams Simtek und Benetton konstruiert hatte, die Leitung der technischen Abteilung übernahm. Wirth führte eine ausschließlich auf Computer Aided Design (CAD) gestützte Konstruktionsphilosophie ein, die das kleine Team überforderte. Als nach eineinhalb Jahren greifbare Erfolge ausblieben, wurde die Zusammenarbeit mit Wirth Research im Juni 2011 beendet.
Noch vor dem ersten Rennen änderte das Team seinen Namen. Nachdem sich Booth mit Richard Branson, dem Inhaber der Virgin Group, über ein Sponsoring des Teams geeinigt hatte, erhielt es die Bezeichnung Virgin Racing. Am 30. November 2009 bestätigte die FIA die Änderung des Teamnamens.

### 2010: Virgin Racing

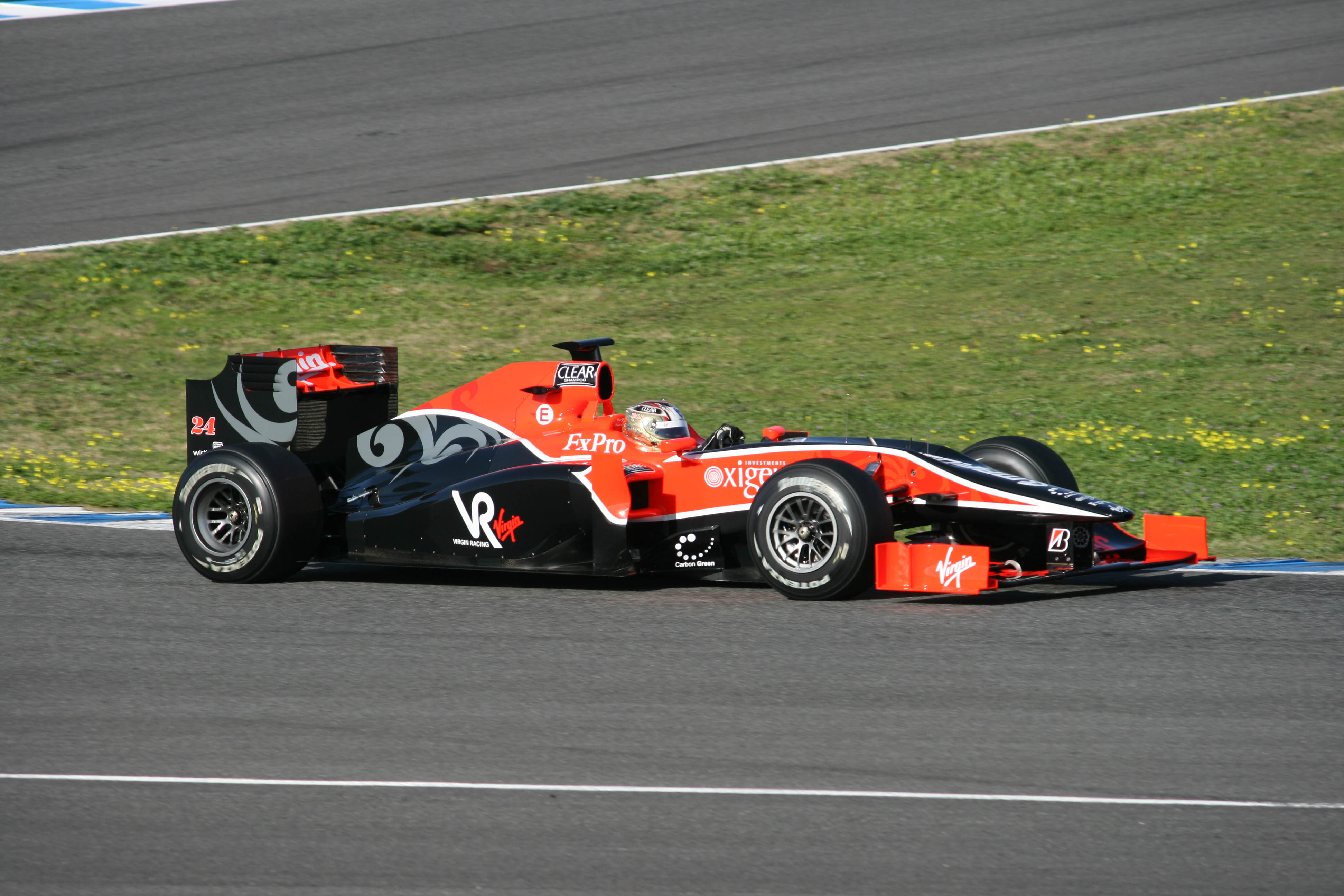
Timo Glock bei einer Testfahrt vor der Saison 2010 in Jerez

Der Virgin VR-01 wurde am 3. Februar 2010 vorgestellt. Bei der Konstruktion des Wagens vertraute Nick Wirth ausschließlich auf CFD. Er führte keinerlei Windkanaltests durch und beschränkte sich stattdessen darauf, Strömungsverläufe im Rechner zu simulieren. Kein anderes Team beschritt diesen Weg. Motorenlieferant war der britische Hersteller Cosworth, der neben den beiden anderen neuen Rennställen auch das Traditionsteam Williams belieferte. Fahrer waren der Deutsche Timo Glock sowie der Brasilianer Lucas di Grassi. Darüber hinaus wurden der portugiesische GP2-Pilot Álvaro Parente und der Brasilianer Luiz Razia als offizielle Testfahrer des Teams unter Vertrag genommen.
Virgin Racing hatte bei den ersten Rennen mit technischen Schwierigkeiten zu kämpfen. Das bedeutendste Problem war der Tank des VR-01, der anfänglich zu klein bemessen war, sodass das Team jedenfalls bei einigen Veranstaltungen befürchten musste, die Rennen nicht beenden zu können. Als Grund hierfür gab Nick Wirth fehlerhafte Daten über die Dichte des verwendeten Treibstoffs an. Zu den europäischen Rennen war es Virgin gelungen, das Tankvolumen hinreichend zu vergrößern. Hierfür musste das Chassis grundlegend umgebaut werden, was eine vorherige Genehmigung der FIA voraussetzte. Ein weiteres Problem waren die teilweise zu dünn bemessenen und verwindungsfreudigen Aufhängungsteile des VR-01.
Beim dritten Rennen des Jahres, dem Großen Preis von Malaysia, erzielte di Grassi die erste Zielankunft für Virgin. Beim folgenden Rennen, dem Großen Preis von China in Shanghai, scheiterten wiederum beide Fahrzeuge. Aufgrund technischer Schwierigkeiten konnte Glock nicht an den Start gehen. Beim Großen Preis von Spanien kamen schließlich erstmals beide Virgin-Fahrer ins Ziel; dies gelang ihnen auch bei drei weiteren Rennen. Allerdings konnte keiner der Fahrer einen Meisterschaftspunkt einfahren. Das beste Ergebnis des Teams waren zwei 14. Plätze. Da der Konkurrent HRT am Saisonende insgesamt drei 14. Plätze und Lotus sogar einen zwölften Platz erreicht hatte, beendete Virgin Racing die Debütsaison als letztes Team auf Position zwölf der Konstrukteurswertung.

### 2011–2015: Marussia

#### Saison 2011

Logo von Marussia Virgin Racing in der Saison 2011

Im Rahmen des letzten Rennens der Saison 2010 in Abu Dhabi wurde bekannt gegeben, dass der russische Sportwagenhersteller Marussia Motors zusammen mit dem Investor LDC einen signifikanten Anteil am Team erwirbt. Daraufhin wurde der Teamname in Marussia Virgin Racing geändert, und das Team trat mit russischer Lizenz an.
Mit dem neuen Investor im Hintergrund, verfügte das Team in der Saison 2011 über ein Budget in Höhe von 57 Millionen Euro. Während Glock sein Cockpit behielt, musste di Grassi das Team verlassen. Er wurde durch Jérôme D’Ambrosio, der schon 2010 für Virgin an einigen Freitagstrainings teilgenommen hatte, ersetzt. Testfahrer wurde Robert Wickens.
Das in Anlehnung an den Hauptinvestor als Virgin MVR-02 bezeichnete zweite Auto des Teams wurde wiederum von Wirth Research entwickelt. Wie beim Vorgänger, verzichtete Konstrukteur Nick Wirth auch hier vollständig auf Windkanaltests; alle Erprobungen wurden ausschließlich in der EDV simuliert. Virgin war nach wie vor das einzige Team, das ein solches Entwicklungskonzept verfolgte.

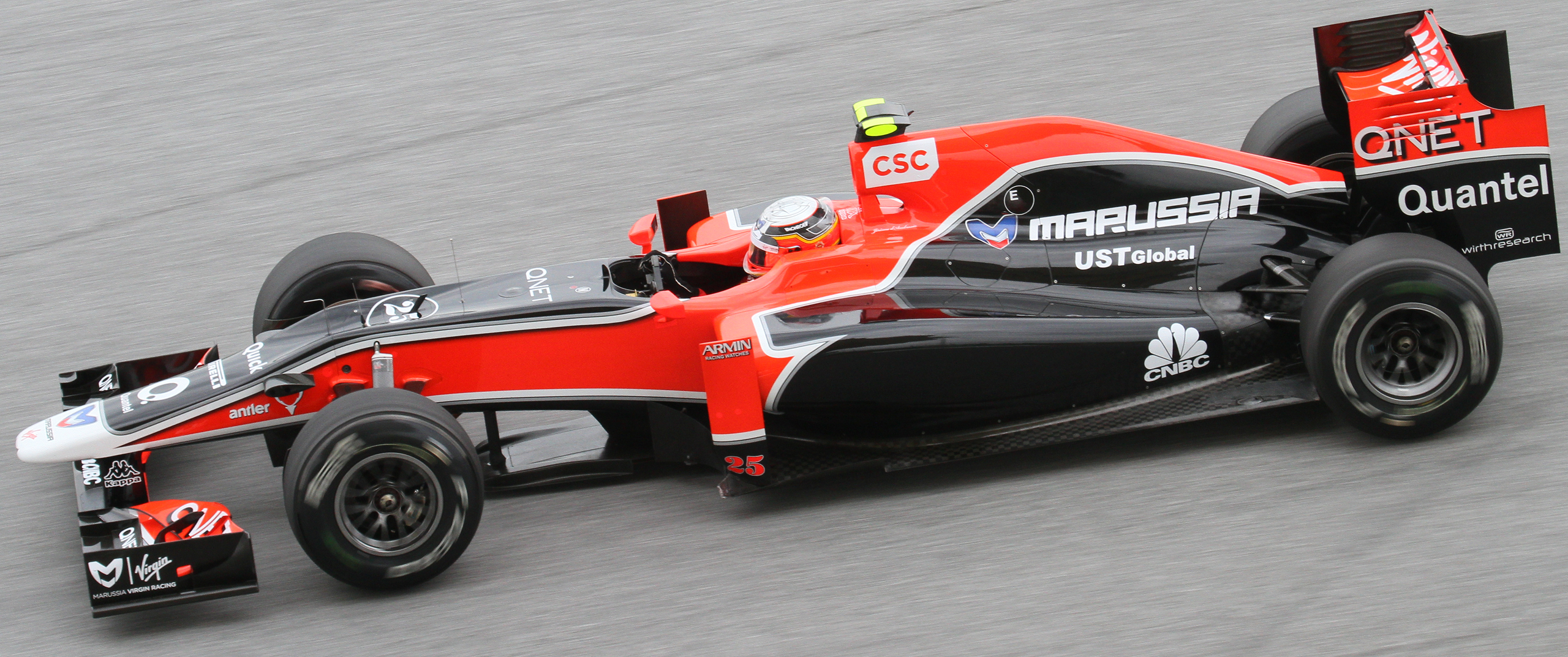
Jérôme D’Ambrosio im Virgin MVR-02 beim Großen Preis von Malaysia 2011

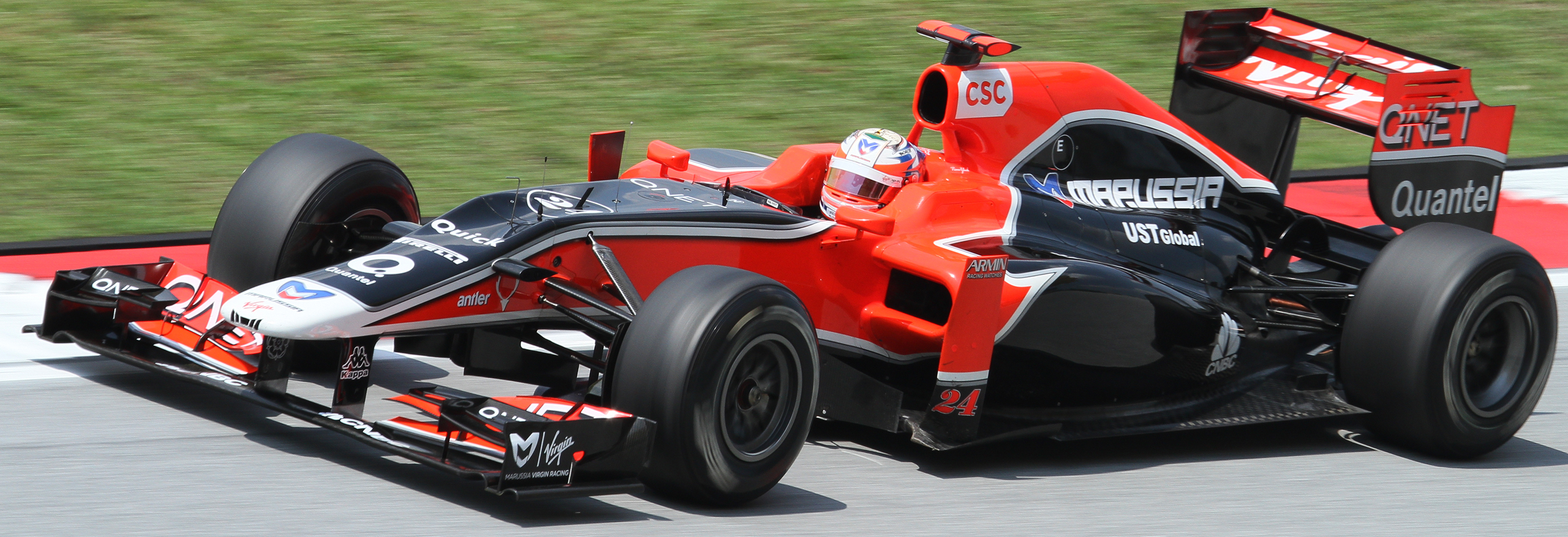
Timo Glock beim Großen Preis von Malaysia 2011

Die ersten Rennen der Saison 2011 verliefen problematisch. Das technische Niveau erwies sich nicht als Verbesserung gegenüber dem Vorjahr; nach Ansicht des Teamchefs war es in manchen Bereichen sogar schlechter. Hinzu kam, dass der MVR-02 ungeachtet des gesicherten Budgets nur geringfügig weiterentwickelt wurde; wiederholt kam es vor, dass neu entwickelte Teile keine Leistungsverbesserung brachten.
Zwar konnten sich beide Fahrer bis zum Sommer mit einer Ausnahme regelmäßig qualifizieren; es gelang dem Rennstall jedoch nicht, auf das konkurrierende Team Lotus Racing aufzuschließen. Die Virgin-Fahrer sahen sich vielmehr zunehmend durch die HRT-Piloten bedrängt, die mit einem schlecht vorbereiteten Wagen in die neue Saison gegangen waren. Zunehmend gelang es einem der HRT-Piloten, sich in der Startaufstellung vor Glock oder D'Ambrosio zu positionieren. Beim Großen Preis von Kanada im Juni 2011 war die Leistungsfähigkeit des Teams so weit gesunken, dass sich D'Ambrosio nicht mehr aus eigener Kraft qualifizieren konnte; zu einer Rennteilnahme kam es nur im Wege einer Ausnahmeentscheidung der Rennleitung. Vor allem Timo Glock klagte über eine mangelnde Fahrbarkeit des Autos und die problematische Aerodynamik.
Angesichts der schlechten Leistung geriet Nick Wirth zunehmend in die Kritik. Sowohl Timo Glock als auch John Booth forderten ab April 2011 die Aufnahme konventioneller Windkanaltests, denen sich Wirth allerdings verweigerte. Nach dem Großen Preis von Monaco, in dem Glock wegen eines Aufhängungsdefekts ausschied, trennte sich Virgin von Wirth Research. Neuer technischer Leiter des Teams wurde Pat Symonds. Ziel der Trennung war es, für 2012 ein erfolgreicheres Auto auf konventionellem Weg entwickeln zu lassen.
In den letzten Rennen der Saison konnte keine Verbesserung der sportlichen Leistungen erreicht werden. Lotus, das beste der drei 2010 gestarteten Teams, blieb außer Reichweite, HRT hingegen hatte man, was die Zielankünfte anging, sicher im Griff. Die Virgin-Piloten kamen meist vor den HRT-Fahrern ins Ziel und erreichten mehrere 14. und 15. Plätze, die HRT verwehrt blieben. 
Da aber der HRT-Pilot Vitantonio Liuzzi den Großen Preis von Kanada auf dem 13. Rang beendete, nahm HRT in der Teamwertung zum Jahresende eine bessere Position ein als Virgin. Diese Wertung spiegelt allerdings insofern die Leistungsverhältnisse nicht zutreffend wider, als Liuzzis Ergebnis in Montréal unter außergewöhnlichen Rennbedingungen zustande kam.
Während der Saison begann das Team mit einem Umzug nach Banbury.

#### Saison 2012

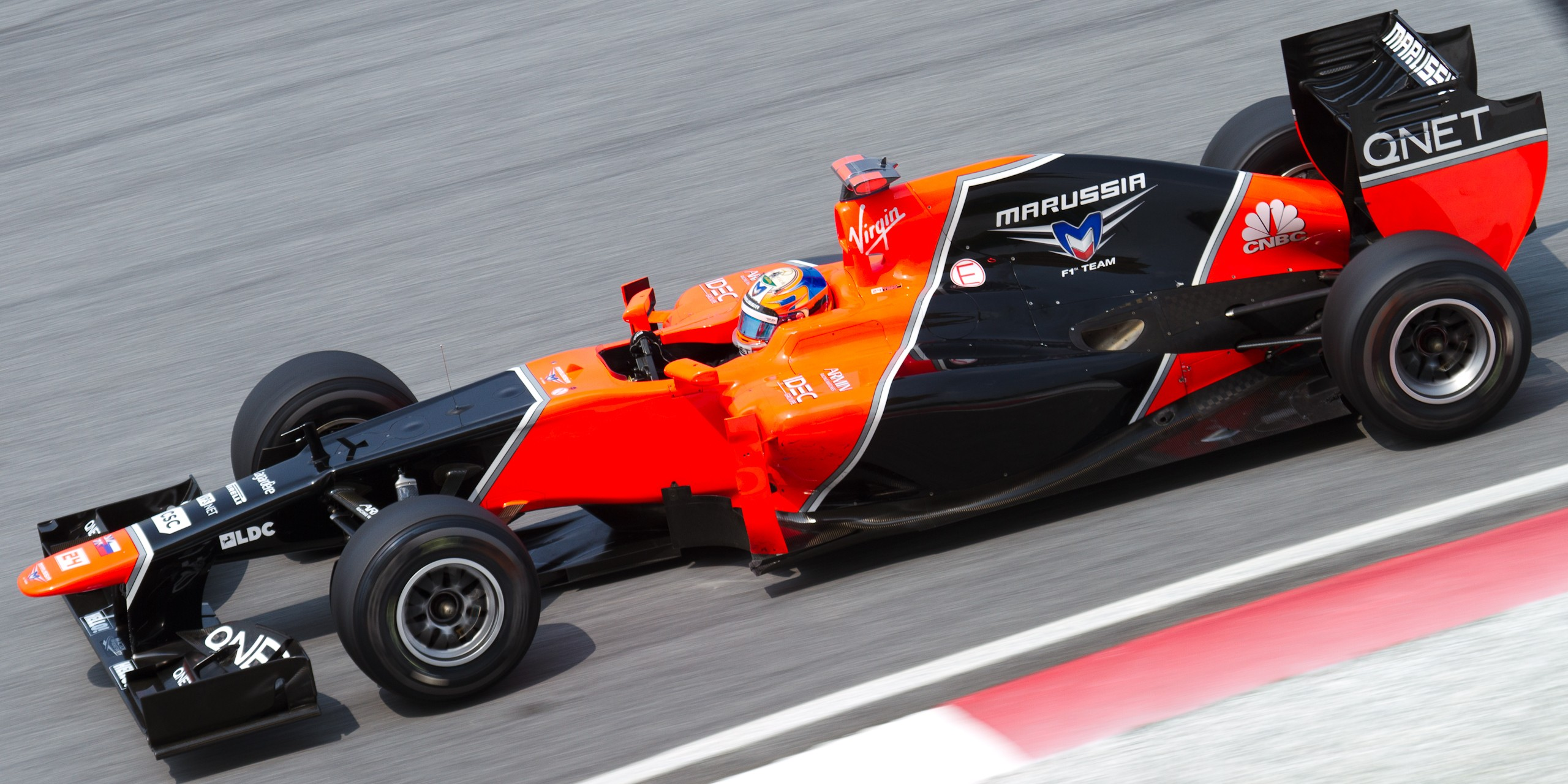
Timo Glock im Marussia MR01 beim Großen Preis von Malaysia 2012

Marussia bestritt die Saison 2012 mit dem MR01, einem unter der Leitung von Pat Symonds entwickelten Rennwagen, der wie in den Jahren zuvor von einem Cosworth-Motor angetrieben wurde. Der MR01 war das erste Auto des Teams, das vor Saisonbeginn einem Aerodynamiktest in einem Windkanal unterzogen wurde. Die entsprechenden Versuche liefen bereits im September 2011. Die Fertigstellung des MR01 verzögerte sich allerdings. Das Auto sollte am 1. März 2012 in Barcelona vorgestellt werden. 
Da der MR01 zu diesem Zeitpunkt jedoch nur 17 der 18 vorgeschriebenen Crashtests bestanden hatte, waren weitere Entwicklungsarbeiten nötig, sodass die Präsentation erst am 5. März 2012 in Silverstone erfolgte. Zu diesem Zeitpunkt waren die offiziellen Testfahrten der Formel-1-Saison bereits abgeschlossen. Daher erschien der MR01 beim ersten Saisonrennen in unerprobtem Zustand.
Mit Beginn der Saison wurde der letztjährige Pilot D’Ambrosio durch Charles Pic ersetzt; Timo Glock blieb dagegen im Team. Testfahrerin war die Spanierin María de Villota.
Glock holte einen zwölften Platz beim Großen Preis von Singapur, wodurch Marussia im Herbst 2012 vorübergehend Zehnter der Konstrukteurswertung war. Diesen Platz verlor Marussia aber beim letzten Rennen des Jahres an das Caterham-Team, nachdem dessen Pilot Witali Petrow in Brasilien als Elfter ins Ziel gekommen war. Am Ende lag Marussia auf dem elften Platz in der Konstrukteursweltmeisterschaft. Damit war es dem Team zum ersten Mal gelungen, sich vor dem spanischen Konkurrenten HRT zu platzieren. Marussia schloss die Saison mit einem Defizit in Höhe von 50 Mio. £ ab.
Zu einem folgenschweren Zwischenfall kam es im Juli 2012 bei Testfahrten auf dem Gelände des Imperial War Museum Duxford. Der Wagen der Testpilotin María de Villota prallte bei einer Geradeausfahrt auf die geöffnete Ladeklappe eines Teamlasters und de Villota verunglückte bei dem Unfall schwer. Sie erlitt einen Schädelbasisbruch und verlor ihr rechtes Auge. Im Oktober 2013 verstarb sie an den Folgen des Unfalls.

#### Saison 2013

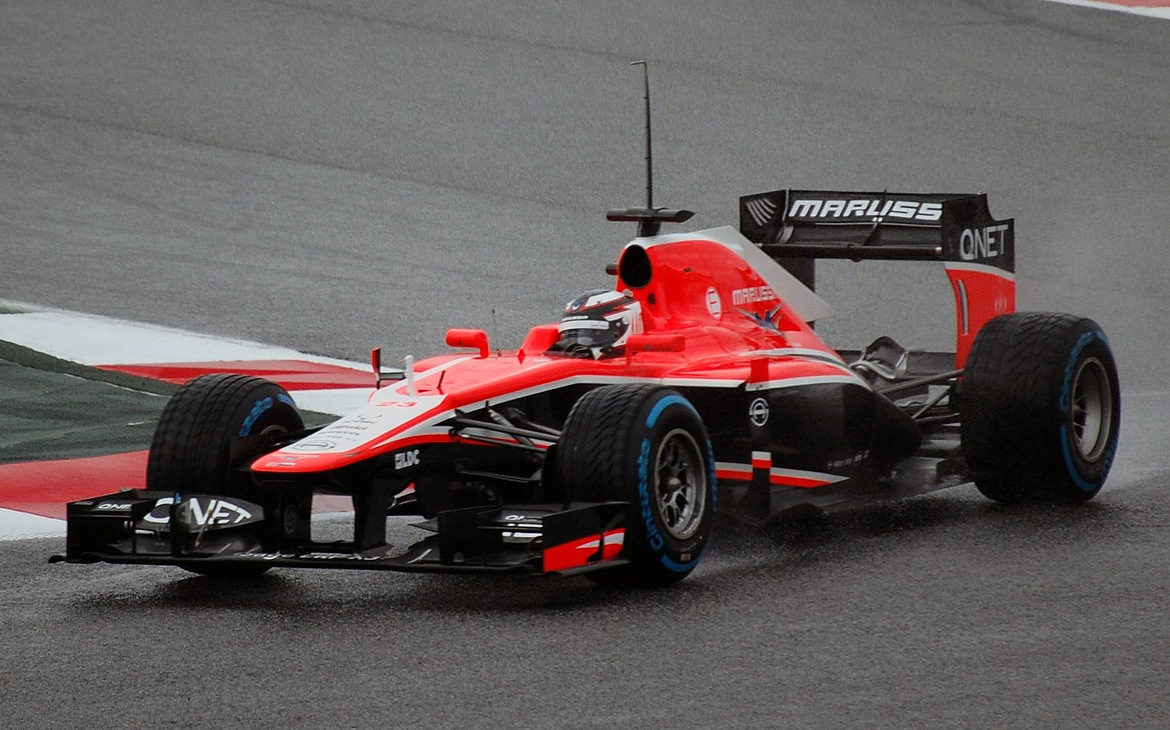
Max Chilton im Marussia MR02

2013 bestritt Marussia seine vierte Formel-1-Saison. Marussia galt als das finanzschwächste Team dieses Jahres. Zu Saisonbeginn verfügte der Rennstall über ein Budget von 40 Millionen $, was etwa der Hälfte des Etats von Toro Rosso entsprach. Nach Darstellung von John Booth war dieses Budget nicht ausreichend, um alle Rennen der Saison bestreiten zu können. Eine Folge der Finanzprobleme war die Auflösung des Vertrags mit Timo Glock im Januar 2013. Teammanager Graeme Lowdon erklärte dazu: „Das Team ist 2013 auf den Einsatz von zwei Paydrivern angewiesen“. 
Ersetzt wurde Glock zunächst durch Luiz Razia. Während der Testfahrten wurde jedoch auch der Vertrag mit Razia aufgelöst und Jules Bianchi unter Vertrag genommen. Zweiter Fahrer war der britische Debütant Max Chilton, dessen Vater Stellvertretender Vorsitzender der US-amerikanischen Aon Corporation ist, die als Sponsor des Rennstalls auftrat.
Nach der Auflösung des HRT-Teams Ende 2012 war Marussia der einzige Formel-1-Rennstall, der noch einen Achtzylindermotor von Cosworth verwendete. Der Marussia MR02 war angesichts der finanziellen Schwierigkeiten des Teams keine Neuentwicklung, sondern nur eine leicht veränderte Version des Vorjahresmodells. Marussia verwendete in diesem Jahr ein KERS von Williams.

#### Saison 2014

##### Sportliche Entwicklung

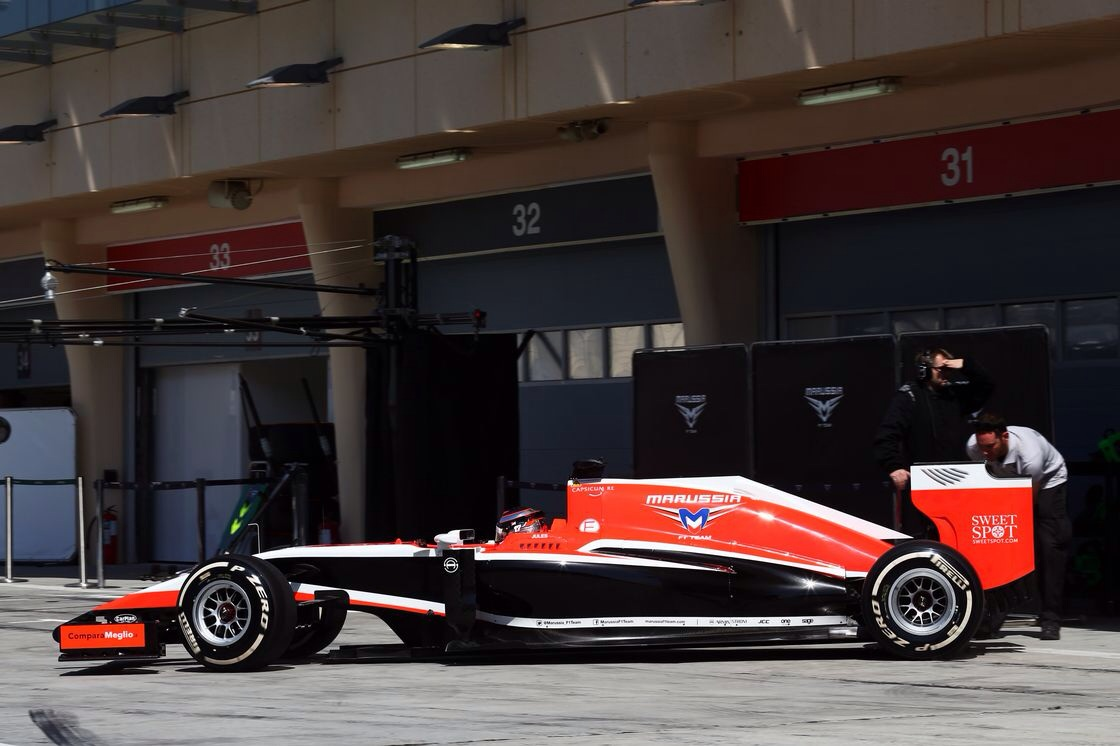
Marussia MR03

2014 kaufte Marussia sowohl die V6-Turbo Motoren als auch das Achtganggetriebe von Ferrari ein. 
Einsatzfahrzeug war der von John McQuilliam konzipierte Marussia MR03, der nach Aussagen des Teamchefs mit Ausnahme einiger Einzelteile keine Bezüge zu den Vorgängermodellen hatte. Fahrer waren wie im Vorjahr Jules Bianchi sowie Max Chilton. Beim Großen Preis von Monaco erzielte Marussia durch den neunten Platz Bianchis die ersten Weltmeisterschaftspunkte seit Bestehen des Teams. Damit lag Marussia nach dem achten Rennen auf dem neunten Rang der Konstrukteursmeisterschaft.
Nach der Sommerpause spitzten sich die finanziellen Probleme des Teams zu. Vor dem Großen Preis von Belgien kündigte John Booth an, an Chiltons Stelle werde der US-amerikanische Debütant Alexander Rossi, der in diesem Jahr Test- und Ersatzfahrer bei Marussia war, am Rennen teilnehmen, und führte dies auf „vertragliche Umstände“ zurück. Chiltons Management erklärte, Chilton setze in Belgien freiwillig aus, damit das Team das Cockpit verkaufen könne, um Sponsorengelder zu generieren. 
Nach dem ersten freien Training in Spa-Francorchamps meldete das Team allerdings wieder Chilton als Einsatzpiloten. Beobachter führten das darauf zurück, dass es Chilton in letzter Minute gelungen sei, ausstehende Mittel für den Renneinsatz bereitzustellen.
Am 5. Oktober 2014 verunglückte Jules Bianchi beim Großen Preis von Japan auf dem Suzuka International Racing Course schwer. Er krachte unter schwierigen Witterungsbedingungen während einer Gelb-Phase in einen Bergekran, der Adrian Sutils Sauber bergen sollte. Zum anschließenden Großen Preis von Russland meldete das Team zunächst Alexander Rossi für das zweite Auto; die Teamleitung entschied sich letztlich aber dafür, das Rennen nur mit einem Auto (Chilton) zu bestreiten. Bianchi erlag am 17. Juli 2015 seinen schweren Kopfverletzungen, nachdem er seit dem Unfall im Koma gelegen hatte.

##### Insolvenz
Im Herbst 2014 hatten die Verluste, die das Team seit seinem Debüt 2010 erwirtschaftete, eine Höhe von insgesamt 228 Millionen US-Dollar (180 Millionen Euro) erreicht. Nachdem das Team bereits vor dem Großen Preis von Russland 2014 beim Londoner High Court die Möglichkeit einer nahen Zahlungsunfähigkeit angekündigt hatte, stellte Marussia F1 am 27. Oktober 2014 in Großbritannien einen Insolvenzantrag. 
Bereits ein paar Tage zuvor hatte sich das Team dafür entschieden, nicht mehr an den bevorstehenden Rennen in den USA und Brasilien teilzunehmen. Marussia war damit nach Caterham F1 das zweite Formel-1-Team, das im Oktober 2014 innerhalb von zwei Wochen zusammenbrach. Damit war, nachdem HRT bereits Ende 2012 den Betrieb eingestellt hatte, in Austin keines der 2010 neu gegründeten Teams mehr am Start.
Das Team hatte sich unter dem Namen Manor F1 Team bei der FIA für die Teilnahme an der Weltmeisterschaft 2015 eingeschrieben. Dies geschah laut dem Insolvenzverwalter jedoch nur unter dem Gesichtspunkt, die Lizenz des Teams für den Fall, dass Investoren gefunden werden konnten, zu sichern. Nachdem keine Investoren gefunden werden konnten, gab der Insolvenzverwalter bekannt, sämtliche Vermögenswerte des Teams zu veräußern, um Gläubiger bedienen zu können.
Eine Woche vor dem Großen Preis von Abu Dhabi kündigte der ebenfalls insolvente Konkurrent Caterham überraschend eine Teilnahme an diesem letzten Saisonrennen an, nachdem er zuvor ebenso wie Marussia zwei Große Preise ausgelassen hatte. Am Mittwoch vor dem Rennen in Abu Dhabi versuchte daraufhin auch der Insolvenzverwalter Marussias, das Team dort an den Start zu bringen. 
Ziel war es, Marussias neunten Platz in der Konstrukteursweltmeisterschaft zu verteidigen und den Anspruch auf die damit verbundenen Erlöse aus der Rechteverwertung zu erhalten, um so zusätzliche Mittel zur Befriedigung der Gläubiger zu beschaffen. Der sehr kurzfristig angelegte Versuch scheiterte jedoch noch am gleichen Tag, nachdem es dem Insolvenzverwalter (anders als dem Caterhams) nicht rechtzeitig gelungen war, die für eine Reise nach Abu Dhabi erforderlichen Mittel zu beschaffen.

#### Saison 2015

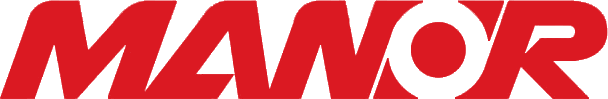
Logo vom Manor Marussia F1 Team in der Saison 2015

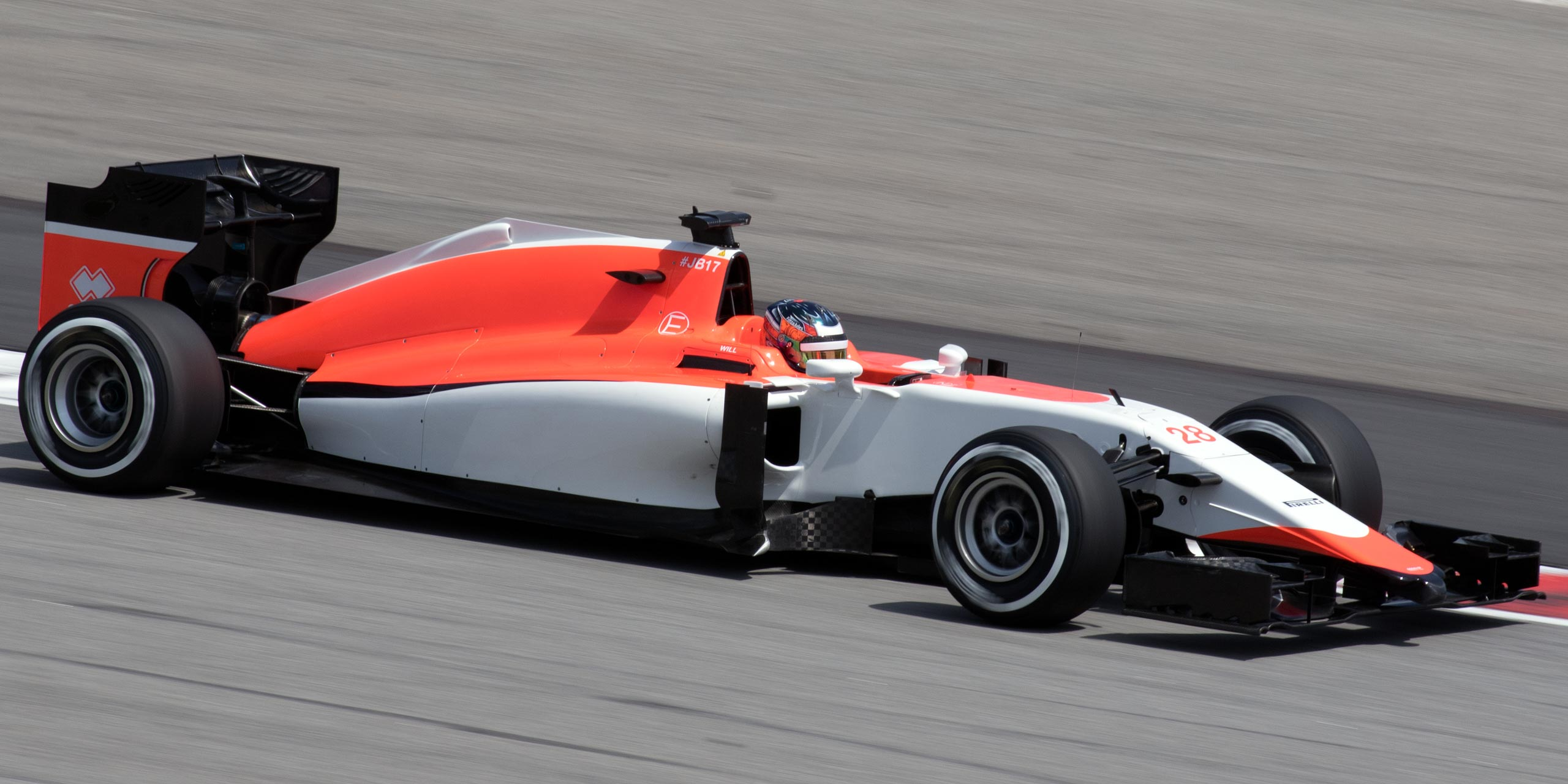
Der MR03 in der Lackierung vom Saisonbeginn 2015

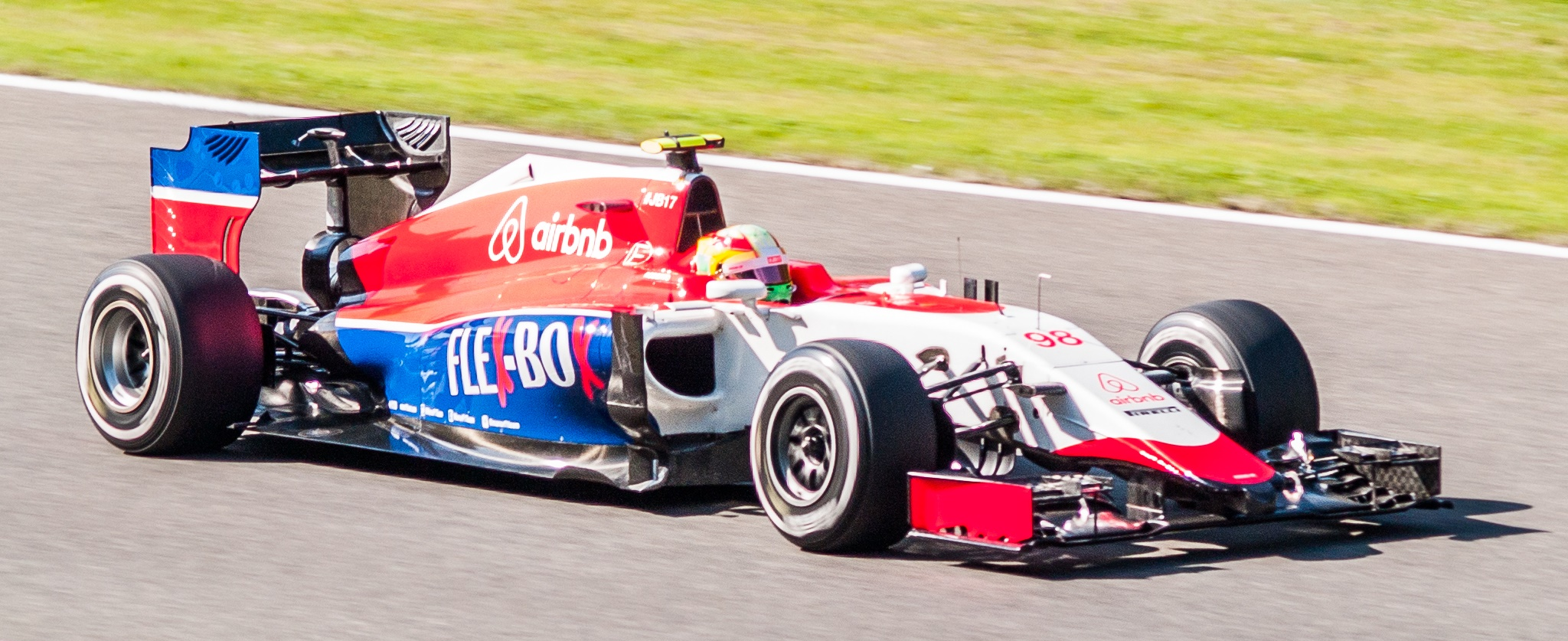
Mit Sponsoraufklebern: Der MR03B beim Großen Preis von Belgien 2015

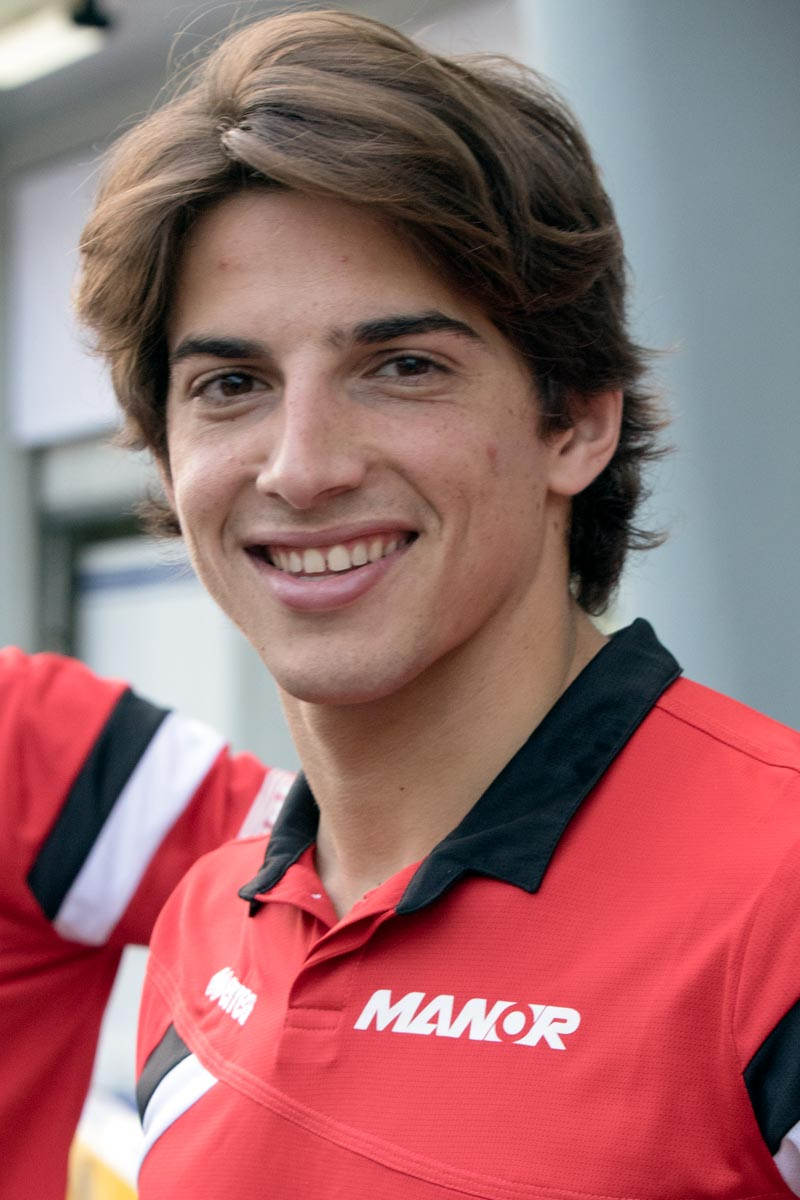
Debütant bei Manor: Roberto Merhi

##### Rettung
Im Februar 2015 übernahm der aus Nordirland stammende Unternehmer Stephen Fitzpatrick den Rennstall. Daraufhin wurde das Unternehmen aus dem Insolvenzverfahren entlassen, sodass ein Start in der Formel-1-Saison 2015 möglich wurde. Da das Team seine bisher genutzten Werkshallen in Banbury im Laufe des Insolvenzverfahrens an das neu gegründete Team Haas F1 verkauft hatte, musste es kurzfristig eine neue Basis im mittelenglischen Dinnington einrichten. Das Team wurde unter dem Namen Manor Marussia F1 Team gemeldet; in Presseberichten wurde allerdings zumeist die Kurzform Manor verwendet.
Die technische Grundlage des Teams war improvisiert. Für 2015 hatte Manor kein neu konstruiertes Auto am Start. Zwar waren im Sommer 2014 erste Arbeiten an einem neuen Auto aufgenommen worden; sie kamen aber nicht über das Stadium eines Windkanalmodells hinaus. Anfänglich hatte Manor versucht, mit dem unveränderten MR03 vom Vorjahr an den Start zu gehen; diese Überlegungen scheiterten aber im Februar 2015, nachdem nicht alle Mitglieder der sogenannten Strategiegruppe ihre Zustimmung erteilt hatten. 
Das Team bereitete daraufhin ein Interimsauto vor, das auf dem MR03 von 2014 basierte, aber dem Reglement der Saison 2015 angepasst war. Zehn Tage vor dem ersten Saisonrennen bestand dieses Modell die erforderlichen Crashtests. Als Antrieb dienten Motoren von Ferrari, die sich auf dem Entwicklungsstand von 2014 befanden.
Als Fahrer für die Saison 2015 wurde Will Stevens verpflichtet, der bereits im Vorjahr das letzte Rennen für Caterham gefahren hatte. Sein Teamkollege war der spanische Debütant Roberto Merhi, der für einige Rennen durch den US-Amerikaner Alexander Rossi ersetzt wurde. Manor hatte im Laufe der Saison nur wenige Sponsoren. Bei den ersten Rennen hatte das rot-weiß lackierte Auto nahezu keine Sponsorenaufkleber. Ab dem Rennen in Kanada warb das Team für Airbnb, später kamen weitere Geldgeber wie Flexbox und Shazam hinzu. Dadurch änderten sich die Farben des Autos in Rot-Weiß-Blau.

##### Sportliche Entwicklung
Beim Auftaktrennen in Australien brachte Manor beide Fahrzeuge durch die technische Abnahme, allerdings nahm das Team weder an den freien Trainingssitzungen noch im Qualifikationstraining teil. Die Teamleitung führte das Ausbleiben auf unterschiedliche Probleme zurück, die in der Kürze der verbliebenen Zeit nicht hätten gelöst werden können. Dazu gehörte unter anderem das Fehlen der für den Rennbetrieb notwendigen Software. Diese war im Zuge der Insolvenz von den Computern des Teams gelöscht worden, um sie verkaufen zu können. 
Die FIA sah am Rennsonntag davon ab, wegen des Ausbleibens eine Strafe gegen das Team zu verhängen. Der wiederholt geäußerte Verdacht, Manor habe von Anfang an nicht vorgehabt, am Rennen teilzunehmen, konnte nicht erhärtet werden. Allerdings muss das Team die Reisekosten für dieses Rennen selbst tragen. Beim zweiten Lauf in Malaysia fuhr im Rennen nur Merhi. 
Eine Stunde vor dem Rennen gab das Team bekannt, dass am Fahrzeug von Stevens Benzindruck-Probleme aufgetreten seien, die man nicht habe beheben können, sodass Stevens daher nicht an den Start gehen könne. Sein Auto wurde daraufhin vor Rennbeginn zurückgezogen. Nachdem im Training aufgefallen war, dass Manor-Marussia niemals beide Fahrzeuge gleichzeitig auf die Strecke geschickt hatte, entstanden Spekulationen, dass das Team ein bestimmtes, notwendiges Teil nur in einer Ausführung besaß und dieses zwischen beiden Fahrzeugen hin- und hergetauscht werden musste. Manor-Marussia bestritt diese Darstellung jedoch. Beim dritten Rennen in China fuhren erstmals beide Autos; Merhi und Stevens kamen auf den letzten Plätzen ins Ziel.
2015 waren die Autos von Manor üblicherweise die langsamsten Fahrzeuge im Feld. Im Training fehlten den Fahrern annähernd fünf Sekunden pro Runde auf die jeweilige Pole-Zeit, sodass sie zumeist aus der letzten Startreihe in die Rennen gingen. Mangels technischer Weiterentwicklung reduzierte sich dieser Abstand im Laufe der Saison nicht. Die Manor gehörten zu den zuverlässigsten Fahrzeugen der Saison: 14 Mal kamen beide Autos ins Ziel. Allerdings erreichten sie nie Punkteränge. Die besten Ergebnisse waren die zwölften Plätze von Merhi in Großbritannien und Rossi in den USA.

### 2016: Neuanfang als Manor, erneute Insolvenz und Liquidation

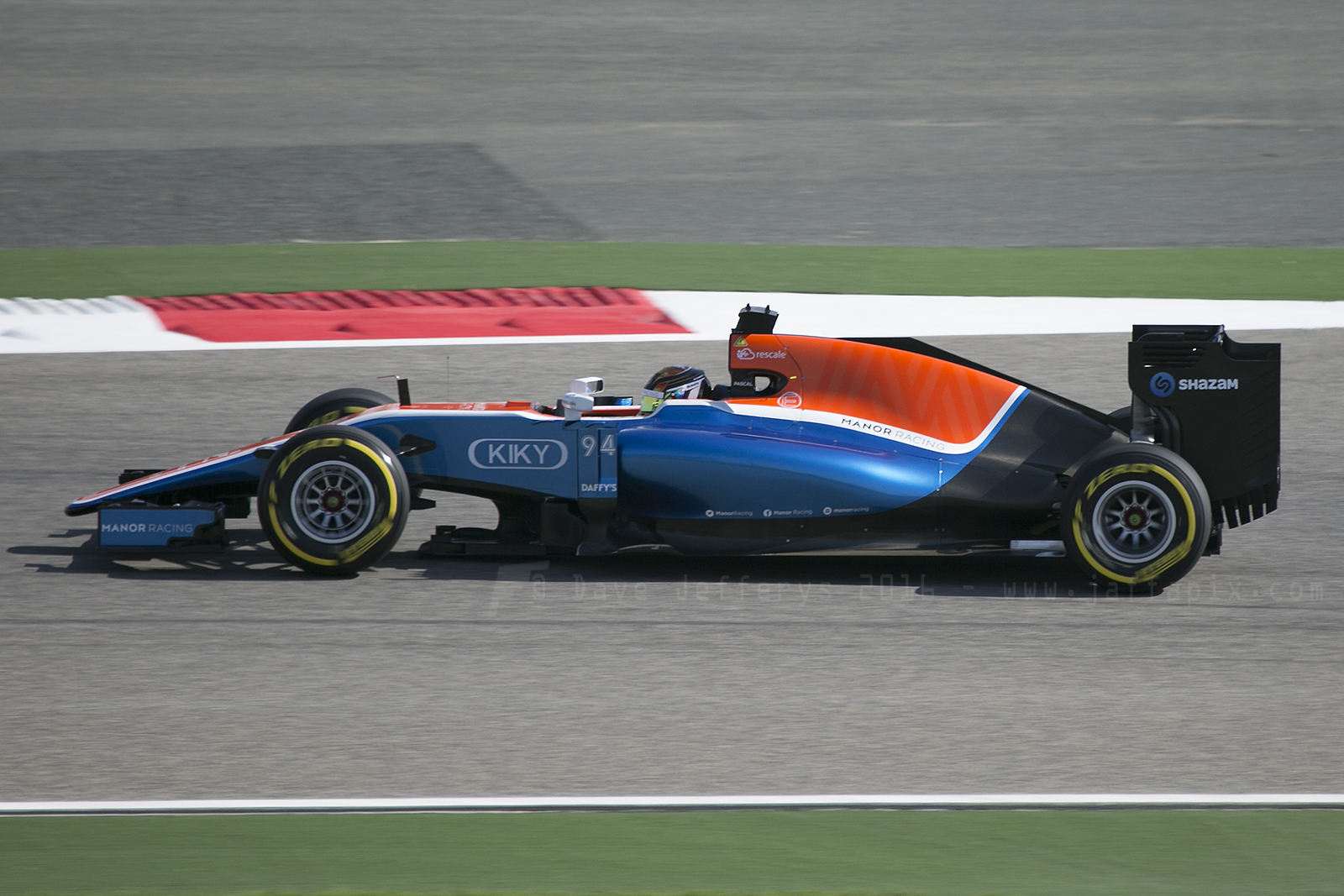
Manor MRT05

Nach dem letzten Saisonrennen des Jahres 2015 verließen Teamgründer John Booth und der langjährige Teammanager Graeme Lowdon den Rennstall. Manor hatte daher für die Wintermonate kein Führungspersonal. Versuche, Alexander Wurz oder Martin Whitmarsh für diese Rolle zu gewinnen, schlugen fehl.
Zu Beginn der Saison 2016 verpflichtete das Team für den Technikbereich die ehemaligen Ferrari-Mitarbeiter Nikolas Tombazis und Pat Fry.
2016 setzte Manor Motoren von Mercedes ein, die sich auf dem gleichen Entwicklungsstand befanden wie die des Mercedes-Werksteams. Das Getriebe und die Hinterachse übernahm Manor von Williams. Das Chassis des neu entwickelten Manor MRT05 bestand im Januar 2016 den Crashtest. Das Auto wurde am 22. Februar 2016 bei Testfahrten in Barcelona öffentlich vorgestellt.
Im Zuge der Kooperation mit Mercedes erhielt der amtierende DTM-Champion Pascal Wehrlein einen Platz als Stammfahrer. Mercedes zahlte Manor dafür einen Betrag von 4 Mio Pfund Sterling. 
Der Indonesier Rio Haryanto erhielt zunächst das zweite Cockpit, das er ab dem Großen Preis von Belgien an Esteban Ocon abgeben musste.
In der ersten Saisonhälfte verkürzte Manor den Rückstand auf die Mittelfeldteams, insbesondere zu Renault und zu dem Schweizer Rennstall Sauber, der 2016 unter erheblichen wirtschaftlichen Schwierigkeiten litt. Die beste Qualifikationsleistung des Teams erzielte Wehrlein in Österreich, wo er von Platz zwölf aus ins Rennen ging. Hier kam er als Zehnter ins Ziel und fuhr damit den ersten Weltmeisterschaftspunkt seit Monaco 2014 ein. Damit belegte das Team Platz 10 in der Zwischenwertung der Konstrukteursmeisterschaft, den es beim Großen Preis von Brasilien, dem vorletzten Saisonrennen, durch einen neunten Platz von Felipe Nasr an Sauber verlor. 
Damit lag Manor am Saisonende auf dem elften Platz der Konstrukteurswertung und erhielt somit keine Beteiligung an den Preisgeldern der Formel-1-Weltmeisterschaft. Die Summe, die somit Sauber und nicht Manor erhielt, wurde auf mehr als 30 Millionen Euro geschätzt.
Nachdem zuvor Gespräche mit möglichen Investoren gescheitert waren, meldete die Mutterfirma des Teams, Just Racing Services Ltd., am 6. Januar 2017 Insolvenz an. 
Da kein Käufer gefunden wurde, ordnete der Insolvenzverwalter am 27. Januar 2017 die Liquidation des Unternehmens an.

## Zahlen und Daten

### Statistik in der Formel 1
| Saison | Teamname               | Chassis       | Motor                 | Reifen | Grand Prix | Siege | Zweiter | Dritter | Poles | schn. Rennrunden | Punkte | WM-Rang |
| ------ | ---------------------- | ------------- | --------------------- | ------ | ---------- | ----- | ------- | ------- | ----- | ---------------- | ------ | ------- |
| 2010   | Virgin Racing          | Virgin VR-01  | Cosworth 2.4 V8       | B      | 19         | –     | –       | –       | –     | –                | –      | 12.     |
| 2011   | Marussia Virgin Racing | Virgin MVR-02 | Cosworth 2.4 V8       | P      | 19         | –     | –       | –       | –     | –                | –      | 12.     |
| 2012   | Marussia F1 Team       | Marussia MR01 | Cosworth 2.4 V8       | P      | 20         | –     | –       | –       | –     | –                | –      | 11.     |
| 2013   | Marussia F1 Team       | Marussia MR02 | Cosworth 2.4 V8       | P      | 19         | –     | –       | –       | –     | –                | –      | 10.     |
| 2014   | Marussia F1 Team       | Marussia MR03 | Ferrari 1.6 V6 Turbo  | P      | 16         | –     | –       | –       | –     | –                | 2      | 9.      |
| 2015   | Manor Marussia F1 Team | Marussia MR03 | Ferrari 1.6 V6 Turbo  | P      | 18         | –     | –       | –       | –     | –                | –      | 10.     |
| 2016   | Manor Racing           | Manor MRT05   | Mercedes 1.6 V6 Turbo | P      | 21         | –     | –       | –       | –     | –                | 1      | 11.     |
| Gesamt | Gesamt                 | Gesamt        | Gesamt                | Gesamt | 132        | –     | –       | –       | –     | –                | 3      |         |

### Alle Fahrer in der Formel 1
| Name              | Jahr(e)   | Grands Prix | Punkte | Siege | Zweiter | Dritter | Poles | SR | bester WM-Rang |
| ----------------- | --------- | ----------- | ------ | ----- | ------- | ------- | ----- | -- | -------------- |
| Timo Glock        | 2010–2012 | 55          | –      | –     | –       | –       | –     | –  | 20. (2012)     |
| Max Chilton       | 2013–2014 | 35          | –      | –     | –       | –       | –     | –  | 21. (2014)     |
| Jules Bianchi     | 2013–2014 | 34          | 2      | –     | –       | –       | –     | –  | 17. (2014)     |
| Pascal Wehrlein   | 2016      | 21          | 1      | –     | –       | –       | –     | –  | 19. (2016)     |
| Charles Pic       | 2012      | 20          | –      | –     | –       | –       | –     | –  | 21. (2012)     |
| Jérôme D’Ambrosio | 2011      | 19          | –      | –     | –       | –       | –     | –  | 24. (2011)     |
| Lucas di Grassi   | 2010      | 18          | –      | –     | –       | –       | –     | –  | 24. (2010)     |
| Will Stevens      | 2015      | 17          | –      | –     | –       | –       | –     | –  | 21. (2015)     |
| Roberto Merhi     | 2015      | 13          | –      | –     | –       | –       | –     | –  | 19. (2015)     |
| Rio Haryanto      | 2016      | 12          | –      | –     | –       | –       | –     | –  | 24. (2016)     |
| Esteban Ocon      | 2016      | 9           | –      | –     | –       | –       | –     | –  | 23. (2016)     |
| Alexander Rossi   | 2015      | 5           | –      | –     | –       | –       | –     | –  | 20. (2015)     |

### Ergebnisse in der Formel 1
| Saison | Chassis | Fahrer        | Nr. | 1   | 2   | 3   | 4   | 5   | 6   | 7   | 8   | 9   | 10  | 11  | 12  | 13  | 14  | 15  | 16  | 17  | 18  | 19  | 20 | 21 | Punkte | Rang |
| ------ | ------- | ------------- | --- | --- | --- | --- | --- | --- | --- | --- | --- | --- | --- | --- | --- | --- | --- | --- | --- | --- | --- | --- | -- | -- | ------ | ---- |
| 2010   | VR-01   |               |     |     |     |     |     |     |     |     |     |     |     |     |     |     |     |     |     |     |     |     |    |    | –      | 12.  |
| 2010   | VR-01   | T. Glock      | 24  | DNF | DNF | DNF | DNS | 18  | DNF | 18  | DNF | 19  | 18  | 18  | 16  | 18  | 17  | DNF | 14  | DNF | 20  | DNF |    |    | –      | 12.  |
| 2010   | VR-01   | L. di Grassi  | 25  | DNF | DNF | 14  | DNF | 19  | DNF | 19  | 19  | 17  | DNF | DNF | 18  | 17  | 20  | 15  | DNS | DNF | NC  | 18  |    |    | –      | 12.  |
| 2011   | MVR-02  |               |     |     |     |     |     |     |     |     |     |     |     |     |     |     |     |     |     |     |     |     |    |    | –      | 12.  |
| 2011   | MVR-02  | T. Glock      | 24  | NC  | 16  | 21  | DNS | 19  | DNF | 15  | 21  | 16  | 17  | 17  | 18  | 15  | DNF | 20  | 18  | DNF | 19  | DNF |    |    | –      | 12.  |
| 2011   | MVR-02  | J. D’Ambrosio | 25  | 14  | DNF | 20  | 20  | 20  | 15  | 14  | 22  | 17  | 18  | 19  | 17  | DNF | 18  | 21  | 20  | 16  | DNF | 19  |    |    | –      | 12.  |
| 2012   | MR01    |               |     |     |     |     |     |     |     |     |     |     |     |     |     |     |     |     |     |     |     |     |    |    | –      | 11.  |
| 2012   | MR01    | T. Glock      | 24  | 14  | 17  | 19  | 19  | 18  | 14  | DNF | DNS | 18  | 22  | 21  | 15  | 17  | 12  | 16  | 18  | 20  | 14  | 19  | 16 |    | –      | 11.  |
| 2012   | MR01    | C. Pic        | 25  | 15* | 20  | 20  | DNF | DNF | DNF | 20  | 15  | 19  | 20  | 20  | 16  | 16  | 16  | DNF | 19  | 19  | DNF | 20  | 12 |    | –      | 11.  |
| 2013   | MR02    |               |     |     |     |     |     |     |     |     |     |     |     |     |     |     |     |     |     |     |     |     |    |    | –      | 10.  |
| 2013   | MR02    | J. Bianchi    | 22  | 15  | 13  | 15  | 19  | 18  | DNF | 17  | 16  | DNF | 16  | 18  | 19  | 18  | 16  | DNF | 18  | 20  | 18  | 17  |    |    | –      | 10.  |
| 2013   | MR02    | M. Chilton    | 23  | 17  | 16  | 17  | 20  | 19  | 14  | 19  | 17  | 19  | 17  | 19  | 20  | 17  | 17  | 19  | 17  | 21  | 21  | 19  |    |    | –      | 10.  |
| 2014   | MR03    |               |     |     |     |     |     |     |     |     |     |     |     |     |     |     |     |     |     |     |     |     |    |    | 2      | 9.   |
| 2014   | MR03    | J. Bianchi    | 17  | NC  | DNF | 16  | 17  | 18  | 9   | DNF | 15  | 14  | 15  | 15  | 18* | 18  | 16  | 20* | INJ | INJ | INJ | INJ |    |    | 2      | 9.   |
| 2014   | MR03    | A. Rossi      | 42  |     |     |     |     |     |     |     |     |     |     |     |     |     |     |     | WD  |     |     |     |    |    | 2      | 9.   |
| 2014   | MR03    | M. Chilton    | 04  | 13  | 15  | 13  | 19  | 19  | 14  | DNF | 17  | 16  | 17  | 16  | 16  | DNF | 17  | 18  | DNF |     |     |     |    |    | 2      | 9.   |
| 2015   | MR03    |               |     |     |     |     |     |     |     |     |     |     |     |     |     |     |     |     |     |     |     |     |    |    | –      | 10.  |
| 2015   | MR03    | W. Stevens    | 28  | DNP | WD  | 15  | 16  | 17  | 17  | 17  | DNF | 13  | 16* | 16  | 15  | 15  | 19  | 14  | DNF | 16  | 17  | 18  |    |    | –      | 10.  |
| 2015   | MR03    | R. Merhi      | 98  | DNP | 15  | 16  | 17  | 18  | 16  | DNF | 14  | 12  | 15  | 15  | 16  |     |     | 13  |     |     |     | 19  |    |    | –      | 10.  |
| 2015   | MR03    | A. Rossi      | 53  |     |     |     |     |     |     |     |     |     |     |     |     | 14  | 18  |     | 12  | 15  | 18  |     |    |    | –      | 10.  |
| 2016   | MRT05   |               |     |     |     |     |     |     |     |     |     |     |     |     |     |     |     |     |     |     |     |     |    |    | 1      | 11.  |
| 2016   | MRT05   | P. Wehrlein   | 94  | 16  | 13  | 18  | 18  | 16  | 14  | 17  | DNF | 10  | DNF | 19  | 17  | DNF | DNF | 16  | 15  | 22  | 17  | DNF | 15 | 14 | 1      | 11.  |
| 2016   | MRT05   | R. Haryanto   | 88  | DNF | 17  | 21  | DNF | 17  | 15  | 19  | 18  | 16  | DNF | 21  | 20  |     |     |     |     |     |     |     |    |    | 1      | 11.  |
| 2016   | MRT05   | E. Ocon       | 31  |     |     |     |     |     |     |     |     |     |     |     |     | 16  | 18  | 18  | 16  | 21  | 18  | 21  | 12 | 13 | 1      | 11.  |

| Legende  | Legende            | Legende                                                          |
| Farbe    | Abkürzung          | Bedeutung                                                        |
| -------- | ------------------ | ---------------------------------------------------------------- |
| Gold     | –                  | Sieg                                                             |
| Silber   | –                  | 2. Platz                                                         |
| Bronze   | –                  | 3. Platz                                                         |
| Grün     | –                  | Platzierung in den Punkten                                       |
| Blau     | –                  | Klassifiziert außerhalb der Punkteränge                          |
| Violett  | DNF                | Rennen nicht beendet (did not finish)                            |
| Violett  | NC                 | nicht klassifiziert (not classified)                             |
| Rot      | DNQ                | nicht qualifiziert (did not qualify)                             |
| Rot      | DNPQ               | in Vorqualifikation gescheitert (did not pre-qualify)            |
| Schwarz  | DSQ                | disqualifiziert (disqualified)                                   |
| Weiß     | DNS                | nicht am Start (did not start)                                   |
| Weiß     | WD                 | zurückgezogen (withdrawn)                                        |
| Hellblau | PO                 | nur am Training teilgenommen (practiced only)                    |
| Hellblau | TD                 | Freitags-Testfahrer (test driver)                                |
| ohne     | DNP                | nicht am Training teilgenommen (did not practice)                |
| ohne     | INJ                | verletzt oder krank (injured)                                    |
| ohne     | EX                 | ausgeschlossen (excluded)                                        |
| ohne     | DNA                | nicht erschienen (did not arrive)                                |
| ohne     | C                  | Rennen abgesagt (cancelled)                                      |
| ohne     | keine WM-Teilnahme |                                                                  |
| sonstige | P/fett             | Pole-Position                                                    |
| sonstige | 1/2/3/4/5/6/7/8    | Punktplatzierung im Sprint-/Qualifikationsrennen                 |
| sonstige | SR/kursiv          | Schnellste Rennrunde                                             |
| sonstige | *                  | nicht im Ziel, aufgrund der zurückgelegten Distanz aber gewertet |
| sonstige | ()                 | Streichresultate                                                 |
| sonstige | unterstrichen      | Führender in der Gesamtwertung                                   |